# Pologne au Concours Eurovision de la chanson 2019
La Pologne est l'un des quarante et un pays participants du Concours Eurovision de la chanson 2019, qui se déroule à Tel-Aviv en Israël. Le pays est représenté par le groupe Tulia et la chanson Fire of Love (Pali Się), sélectionnés en interne par le diffuseur polonais TVP. Le pays se classe en 11e poisition lors de sa demi-finale, recevant 120 points, ne se qualifiant donc pas en finale.

## Sélection
Le diffuseur polonais TVP a annoncé sa participation à l'Eurovision 2019 le 13 juillet 2018. Le diffuseur a ensuite une période de dépôt des candidatures entre le 23 janvier 2019 et le 5 février 2019. C'est le 15 février 2019 que le diffuseur annonce que son représentant, sélectionné en interne, sera le groupe Tulia. La chanson que le groupe interprétera, intitulée Fire of Love (Pali Się), est présentée le 8 mars 2019.

## Controverse
Lors de la réédition du clip de Pali się (Fire of Love) en vue de sa validation par l'UER, un court passage contenant le signe de la croix catholique est supprimé du clip. Cela provoque une vague d'indignation généralisée et les autorités publiques de la télévision polonaise apellent le label à restaurer la version originale de la vidéo. La version originale polonaise du clip contient l’image d’une croix en bordure de route. La direction de Tulia explique que « le règlement de l’Eurovision interdit la promotion de tout symbole religieux, dont la croix fait partie ».

## À l'Eurovision
La Pologne participe à la première demi-finale, le 14 mai 2019. En demi-finale, le pays reçoit 120 points et termine 11e, manquant alors la qualification de seulement 2 points derrière la Biélorussie, arrivée 10e.